# Morley (Iowa)
Morley es una ciudad ubicada en el condado de Jones en el estado estadounidense de Iowa. En el Censo de 2010 tenía una población de 115 habitantes y una densidad poblacional de 472,36 personas por km².

## Geografía
Morley se encuentra ubicada en las coordenadas 42°0′22″N 91°14′45″O / 42.00611, -91.24583. Según la Oficina del Censo de los Estados Unidos, Morley tiene una superficie total de 0.24 km², de la cual 0.24 km² corresponden a tierra firme y (0%) 0 km² es agua.

## Demografía
Según el censo de 2010, había 115 personas residiendo en Morley. La densidad de población era de 472,36 hab./km². De los 115 habitantes, Morley estaba compuesto por el 99.13% blancos, el 0% eran afroamericanos, el 0% eran amerindios, el 0% eran asiáticos, el 0% eran isleños del Pacífico, el 0% eran de otras razas y el 0.87% pertenecían a dos o más razas. Del total de la población el 0.87% eran hispanos o latinos de cualquier raza.